# Otto Bader
Otto Nikolajevitsj Bader (Russisch: Отто Николаевич Бадер, Aleksandrovskoje, district Gadjatsj, gouvernement Poltava, 29 juni 1903 - Moskou, 2 april 1979) was een Sovjet-archeoloog gespecialiseerd in de steen- en bronstijd. Hij was oprichter van de school voor archeologie in Perm, het archeologisch museum van de regio Kama, en organisator van de afdeling archeologie binnen de faculteit geschiedenis van de Staatsuniversiteit van Perm. 

## Biografie

### Jeugd en vooroorlogse jaren
Geboren in het dorp Aleksandrovskoje in het gouvernement Poltava, studeerde Bader af aan de middelbare school van Bely (gouvernement Smolensk). Daar organiseerde hij de eerste vereniging voor plaatselijke geschiedenis van de stad, welke hij in 1924 vertegenwoordigde op het eerste Heel-Russische congres voor lokale geschiedenis. In 1922-1926 studeerde hij onder Boris Zjoekov aan de afdeling archeologie van de faculteit der sociale wetenschappen aan de Universiteit van Moskou.
Sinds 1924 was Bader het hoofd van de afdeling archeologie van het Museum van de Centrale Industriële Regio van Moskou. In 1927-1930 werkte hij als archeoloog op de museumafdeling van het Hoofd-Wetenschappelijk Directoraat van het Volkscommissariaat van Onderwijs. Bader werkte mee aan het opzetten van archeologische afdelingen in meerdere regionale musea.
In 1926-1941 was hij onderzoeker en sinds 1931 wetenschappelijk secretaris van het Instituut en Museum voor Antropologie van de Staatsuniversiteit van Moskou, en wetenschappelijk secretaris van hun Antropologisch tijdschrift. 
In 1928-1935 leidde hij het archeologisch practicum van de studenten van de etnologische faculteit van de universiteit van Moskou. In 1930-1931 voerde hij de eerste verkennende opgravingen uit in het kremlin van Dmitrov.  
Sinds het midden van de jaren 1930 was hij permanent lid van de Kwartair-commissie. Tegelijkertijd nam hij deel aan expedities, waarbij hij een groot aantal mesolithische en neolithische sites ontdekte en verkende. In het bijzonder onderzocht hij de Schodnja-schedel, een laatpaleolithische vondst en het oudste bewijs van menselijke aanwezigheid in het gebied van het huidige Moskou. 
In 1933-1941 was Bader onderzoeker, en sinds 1937 wetenschappelijk secretaris van het Instituut voor Materiële Cultuur (nu het Instituut voor Archeologie van de Russische Academie van Wetenschappen).  
In 1936-1939 doceerde hij archeologie aan de Hogere Museumcursussen, en was hij voorzitter van de commissie Archeologie van het Moskouse Onderzoeksbureau voor Lokale Geschiedenis en de Commissie voor de Geschiedenis van Moskou.  
In de jaren dertig onderzocht hij archeologische vindplaatsen uit het stenen tijdperk op de Krim, waaronder de Borjoe-Tesjik-grot. 
In 1937 ontving Bader op basis van zijn gehele oeuvre de graad van kandidaat voor historische wetenschappen. Bader begeleidde de specialisatie van de afdeling Antropologie van de universiteit van Moskou. 

### Oorlog en naoorlogse jaren
Aan het begin van de Tweede Wereldoorlog ging Bader naar het front als lid van de militie van de Universiteit van Moskou. Als Rusland-Duitser werd hij echter eind 1941 van het front teruggeroepen en naar het arbeidsleger in de stad Nizjni Tagil gestuurd.
Sinds 1944 werkte hij in de staf van het museum voor lokale geschiedenis van Nizjni Tagil.
In 1946-1955 was hij universitair hoofddocent van de faculteit geschiedenis en filologie aan de Universiteit van Perm. Hij leidde archeologische expedities naar het gebied van de Kama en de Votka, en deed onderzoek naar rotstekeningen in de Kapova-grot. Hij beschreef de mesolithische en neolithische culturen van de Kama en ontwikkelde de periodisering van de steen-, brons- en vroege ijzertijd van de Oeral. Vanaf 1957 onderzocht hij systematisch de laatpaleolithische site van Soengir, bekend geworden door zijn goed bewaarde begrafenissen.
In de jaren zestig en begin jaren zeventig beschreef en systematiseerde Bader het Sejma-Toerbino-complex van het Wolga-Oeral-gebied, en leverde hiermee een belangrijke bijdrage aan de vorming van Sejma-Toerbino-studies als wetenschappelijke richting in de studie van de bronstijd van de Wolga-Oeral en Noordwest-Azië.
Van 1966 tot 1972 was Bader vice-voorzitter van de Wetenschappelijke en Methodologische Raad voor de Bescherming van Historische en Culturele Monumenten bij het Ministerie van Cultuur van de Sovjet-Unie, en hoofd van de afdeling archeologie.  
Hij was lid van de Kwartair-commissie van de afdeling aardwetenschappen van de Academie van Wetenschappen van de Sovjet-Unie en de Sovjetafdeling van de International Association for the Study of the Quaternary (INQUA), de commissie voor de studie van geologie en geografie van karst van de Academie van Wetenschappen van de Sovjet-Unie, de commissie voor de archeologie van de Oeral,  en lid van de redactieraad van het tijdschrift Sovjetskaja archaeologija. 
Bader was auteur van meer dan 400 werken, waaronder 12 monografieën. Hij was lid van het Italiaanse Instituut voor Prehistorie en de Vereniging voor Prehistorische Archeologie van Frankrijk. 
Zijn zoon Nikolaj Bader (1935-2015) was een specialist in de archeologie van het Midden-Oosten, nam deel aan expedities naar Irak, en was laureaat van de Staatsprijs van de Russische Federatie (1999).
- Gemeinsame Normdatei: 101708792X
- International Standard Name Identifier: 0000 0001 1948 4904
- Library of Congress Control Number: n81084068
- Nationale Bibliotheek van Tsjechië: jo2002103560
- Nationale Bibliotheek van Israël: 987007313213905171
- Nederlandse Thesaurus van Auteursnamen: 101298676
- LIBRIS: 176527
- Système universitaire de documentation: 066846315
- Virtual International Authority File: 35778352
- WorldCat: E39PBJgCMh9FTjVtqctvfWhbVC